# Dermatozoenwahn
Der Dermatozoenwahn (wörtlich „Haut-Tiere-Wahn“) ist die wahnhafte Vorstellung, dass sich Lebewesen (meist Würmer, Parasiten, Insekten, Läuse, Flöhe, Milben oder Zecken) auf, in oder unter der Haut befinden und sich bewegen. Die Wahnvorstellung kann von körperlichen Missempfindungen (Parästhesien, z. B. bei körperlichen Erkrankungen oder Alkoholentzug) ausgelöst werden oder auch ohne diese entstehen. Betroffene Personen empfinden die unkorrigierbare Gewissheit, ihre Haut sei von Parasiten (siehe Morgellons) befallen, auch wenn es hierfür keinen klinischen Beweis gibt. Der Begriff geht auf Karl-Axel Ekbom aus dem Jahre 1938 zurück, man spricht deshalb auch von Ekbom-Syndrom. Weitere Bezeichnungen sind Insektenwahn, Befallswahn, Epizoonose-Wahn, wahnhafter Ungezieferbefall, chronische taktile Halluzinose, Acarophobie, Entomophobie oder Parasitophobie. Der Dermatozoenwahn ist eine spezielle Form einer Parasitosis.

## Ursachen
Dermatozoenwahn kann primär, d. h. als eigenständiger Wahn, auftreten, oder sekundär als Symptom einer psychischen (Schizophrenie, Zwangsstörung, Depression) oder körperlichen Erkrankung (Hypothyreose, Tuberkulose, Vitamin-B12-Mangel, Erkrankungen des zentralen Nervensystems und Hirnverletzungen, Kokain- und Amphetaminmissbrauch, Alkoholentzug mit Delir).
Der primäre Dermatozoenwahn wird als wahnhafte Störung kodiert (F22.8), der sekundäre, wenn er durch eine körperliche Erkrankung verursacht ist, als organische Halluzinose (F06.0). Wenn der Dermatozoenwahn im Rahmen einer Hypochondrie, Schizophrenie oder wahnhaften Depression auftritt, ist er ein Symptom dieser Erkrankungen und wird nicht eigenständig diagnostisch kodiert.

## Diagnostik und Therapie
Körperliche Erkrankungen müssen differenzialdiagnostisch ausgeschlossen werden. Die Behandlung ist schwierig, da die Patienten oft eine psychische Störung als Ursache ablehnen und an somatische Ursachen glauben. Die Therapie erfolgt mit Neuroleptika. Es liegen nur wenige Erkenntnisse aus kontrollierten Studien zur Wirksamkeit einzelner Stoffe vor, eingesetzt werden Pimozid, Haloperidol oder Risperidon.

## Mediale Rezeption
In den Filmen Hellbound – Hellraiser II (1988), A Scanner Darkly (2006) und  Bug (2006) sieht man Dermatozoenwahn aus der Sicht eines Patienten.
In der Serie Akte X, Staffel 3, Folge 12 „Krieg der Koprophagen“ diagnostiziert FBI-Agentin Dana Scully anhand der lediglich telefonischen Beschreibung tödlicher Verletzungen eines Drogenabhängigen möglicherweise vorliegenden Dermatozoenwahn, den sie dabei als „Ekbom-Syndrom“ bezeichnet. Dieser Begriff wird sowohl für das Restless-Legs-Syndrom als auch für Dermatozoenwahn verwendet.
In der Zeichentrickserie Die Simpsons findet sich eine Anspielung auf den Dermatozoenwahn: Das Motto des Springfield Psychiatric Center lautet “Because There May Not Be Bugs On You” (deutsch: „Denn vielleicht krabbelt gar kein Ungeziefer auf Ihnen rum“).
Das umstrittene Krankheitskonzept Morgellons wird in der wissenschaftlichen Medizin mehrheitlich dem Dermatozoenwahn zugeordnet. Die Verbreitung als eigenständiger Begriff wird auf die Diskussion im Internet und in anderen Medien zurückgeführt.